# Sørvágsfjørður
Sørvágsfjørður [ˈsøːrvɔksˌfjøːrʊr] és un fiord situat al costat oest de l'illa de Vágar, a les illes Fèroe. Té una longitud aproximada de 3,5 km i una orientació est-oest.
Al fons del fiord hi ha la població de Sørvágur, i a la riba nord s'hi assenta el petit poble de Bøur. A la banda sud de la boca del fiord hi ha l'illa de Tindhólmur, flanquejada pels característics illots de Drangarnir (a l'est de Tindhólmur) i Gáshólmur (a l'oest). Al bell mig de la boca del fiord hi ha el petit illot de Skerhólmur.
Durant la Segona Guerra Mundial molts soldats britànics van viure a Sørvágur. Sørvágsfjørður s'esmenta amb els Pioneers del Museu de la Segona Guerra Mundial (Krígssavnið) de Miðvágur. Els Royal Pioneers que van estar a les Illes Fèroe des del 1941 fins al final de la guerra van publicar en el seu moment el seu propi diari.